# 马骏 (1895年)
马骏（1895年9月12日—1928年2月15日），又名天安，字遹泉，号准台，男，回族，吉林省宁古塔（今黑龙江省牡丹江市宁安市）人，中国共产党革命烈士。

## 生平
1912年，马骏进入吉林一中，1915年考入天津南开中学。1919年，马参加五四运动，当选为天津学生联合会副会长兼执行部长。8月，马骏发动天津当地穆斯林和学生，前往北平天安门进行示威，抗议山东镇守使马良擅杀当地回民领袖马云亭，一度被捕，后在周恩来等人的营救下被释放。
1919年9月16日，马骏随同周恩来、邓颖超、郭隆真、刘清扬等人一同发起成立觉悟社。11月10日，马骏当选为全国各界联合会常务理事，在上海宣传革命。当年年底马骏回到天津，领导开展抵制日本商品的运动，次年1月再次入狱，7月18日方才被释放。1920年底加入中国共产主义青年团，1921年加入中国共产党，是天津第一批共产党员。
1922年，马骏受命前往哈尔滨等地秘密开展活动，负责在东北发展中共组织。1924年，马骏组织吉林各界开展声援五卅运动的活动，遭到通缉，其父马喜贵遇难。在此情况下，马骏被派往苏联莫斯科中山大学留学，留学期间曾负责中山大学的中共党务组织。
1927年，马骏奉调回国，任中共北京市委书记，12月3日在北京被捕。1928年2月15日，马骏被张作霖下令处决。
1945年，中共七大会议，追认马骏为革命烈士。1951年8月，北京市人民政府为马骏烈士墓修建新墓碑，由郭沫若题写“回族烈士马骏同志之墓”的墓碑。1988年，北京市人民政府重新修缮马骏墓，邓颖超题写“回族烈士马骏之墓”八字

## 纪念
马骏烈士墓位于今北京日坛公园。宁安市建有马骏烈士纪念馆。